# Flaminio Lolli
Flaminio Lolli (Mirandola, 23 maggio 1797 – Mirandola, 28 novembre 1862) è stato un patriota e letterato italiano.

## Biografia
Figlio del fisico Luigi Lolli e di Maria Rouseau (ex vedova del letterato Luigi Gallafasi), apprese privatamente i rudimenti della latinità da don Paolo Zeni, coltivando altresì la musica ed il disegno, di cui apprese i principi da Giacinto Paltrinieri. Conclusi gli studi di grammatica presso il Ginnasio della Mirandola, nel 1810 fu ammesso a studiare "Umanità e Retorica", avendo come precettore l'ex padre scolopio Angelo Bonicelli, valente scrittore nella prosa e nella poesia italiana e latina. Nel novembre 1813 fu ammesso al Regio Liceo Italiano di Modena per studiare filosofia, conseguendo successivamente nel 1819 la laurea in giurisprudenza all'Università di Modena. Proprio l'ambiente e le amicizie universitarie lo coinvolsero nelle cospirazioni carbonare nel Ducato di Modena dal 1821, anno in cui venne affiliato alla Carboneria da don Giuseppe Andreoli, venendo perseguito dal governo ducale. Già nel 1822 subì il primo arresto insieme all'Andreoli (il quale fu decapitato) e dovette scontare una pena di tre anni di reclusione nel castello di Rubiera.
Il 2 ottobre 1827, benché probabilmente innocente, fu condannato a due anni di reclusione nel carcere di Sant'Eufemia di Modena insieme al fratello Ippolito Lolli per il grave ferimento di un tal brigadiere Benassi dei dragoni della Brigata Estense. Scontata la pena, soffrendo a lungo fame, sete, freddo e ogni genere di strapazzi, Flaminio venne liberato; il fratello Ippolito invece, dopo essere stato incatenato per 54 giorni disteso sopra un tavolato con un cerchio di ferro serrato al collo e i ceppi di ferro ai piedi fino al sopraggiungere delle piaghe, alla fine morì avvelenato in carcere e il suo corpo gettato nella fossa comune dei giustiziati nel cimitero di San Cataldo.
Il 12 settembre 1829 Flaminio Lolli sposò Dalida Giglioli, da cui ebbe numerose figlie tra cui Antonia (premorta), Penelope e Carolina.
A seguito della Congiura estense organizzata dal carbonaro Ciro Menotti, scoppiò la rivolta anche alla Mirandola: la sera del 3 febbraio 1831 Lolli ne fu tra i capi e concorse a scacciare il governo estense, proclamando l'indipendenza italiana e dispiegando la bandiera tricolore. Mentre nelle altre città degli Stati Estensi le rivolte furono schiacciate in pochi giorni, il tricolore italiano rimase esposto sul municipio della Mirandola per oltre un mese, fino a quando il 7 marzo il duca Francesco IV d'Este al comando di un esercito di 6.000 soldati austriaci insieme al tenente generale Geppert costrinse alla resa i 300 rivoluzionari modenesi che cercarono di fermarli a Novi di Modena. Lolli fu così costretto a fuggire in esilio: si imbarcò al porto di Ancona per raggiungere gli Stati Uniti delle Isole Ionie, dove per 17 anni soggiornò a Corfù e brevemente a Cerigo. Contumace, il 6 giugno 1837 fu condannato a morte per impiccagione dalla Commissione Stataria di Modena.
Sull'isola greca di Corfù, Lolli fu professore di lingua italiana nelle scuole secondarie e si dedicò allo studio delle lettere, influenzando molto la vita culturale degli intellettuali greci, tra cui Andreas Kalvos, Ermanno Lunzi, Pavlos Prosalendis, Dimitrios Arliotis e in particolare Dionysios Solomos, uno dei massimi poeti greci, che ospitò nella sua casa e poi a cui affittò una sua casa vicina, che oggi è stata trasformata nel museo dedicato a Solomos. Solomos era solito dire che «l'ingegno del Lolli lo spaventava». Lolli fu anche un punto di riferimento anche per i tanti esuli e letterati italiani giunti sull'isola greca, tra cui il poeta Paolo Costa. Si incontrò spesso con i fratelli Bandiera nella celebre casa Exoria. Il 17 luglio 1834 gli venne concessa dal Parlamento la cittadinanza dell'Unione ionica, e in seguito abilitato alle funzioni di avvocato. Dal 1840 a 1844 fu sull'isola di Cerigo quale pubblico professore di Lettere italiane e di Storia universale. Nel 1844 ritornò a Corfù, dove stette per due anni infermo per dolori alla vescica. Lolli scrisse numerosi articoli per la Gazzetta degli Stati Uniti delle Isole Jonie, collaborò all'Album Jonio con Severiano Fogazzi e pubblicò indipendentemente poesie, prose e traduzioni. Tra le sue poesie si segnalano quella sulla morte della giovane Emilia Rodostamou, la cui casa confinava con la sua (e quella di Solomos, autore anche del celebre sonetto Sulla morte di Emilia Rodostamou) e quella dedicata allo scultore Pavlos Prosalendis. Il suo coinvolgimento nella massoneria di Corfù è rivelato sia nella Loggia simbolica La Fenice, Le Phénix che nel suo Peristilio Supremo.
Durante i moti del 1848, Lolli decise di rientrare in Patria per unirsi alla cosiddetta Primavera dei popoli. Giunse a Modena e poi alla Mirandola il 19 luglio, accolto a festa dai concittadini ed ospitato dal suocero Pietro Giglioli. Tuttavia, dopo appena cinque giorni, l'esercito austriaco riconquistò la Mirandola, cosicché Lolli fu di nuovo costretto a scappare verso Bologna, trovando poi rifugio a Firenze; lì si adoperò affinché il Granducato di Toscana fosse annesso alla Repubblica Romana nel 1849: nei moti di piazza la sua autorità fu assai proficua e impedì agli insorti di vandalizzare gli antichissimi monumenti di Firenze. A seguito dell'invasione austriaca di Firenze, Lolli fu tra i pochi esclusi dalla grande amnistia concessa dal granduca Leopoldo II di Toscana, motivo per cui decise di imbarcarsi per la Corsica nel marzo 1849, persuaso da Antonio Mordini. Anche lì, come già avvenuto durante il lungo esilio in Grecia, l'influenza di Lolli fu molto importante all'epoca per gli intellettuali dell'isola e i tanti esuli italiani. Pur vivendo in estreme ristrettezze economiche, scrisse vari testi tra cui Lucrezia Corsa, Rodolfo, Maria di Oletta e nel 1850 pubblicò a Bastia le Sei azioni eroiche tolte dalla storia di Corsica e ridotte in sei canti popolari per celebrare gli eroi delle lotte dei corsi contro gli invasori. Incaricato dalla Repubblica Romana, di cui fu poi nominato console da Francesco Maria Nicolao Santelli, prestò assistenza e soccorso ai tanti profughi italiani sbarcati in Corsica.

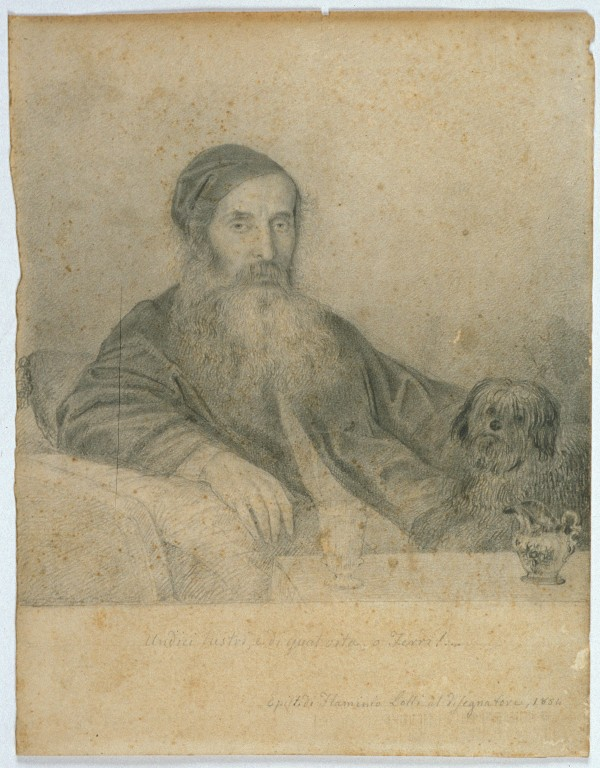
Flaminio Lolli ritratto nel 1854

Ottenuta l'amnistia, il 21 luglio 1851 partì per ritornare finalmente alla Mirandola, dove giunse dopo una settimana di viaggio. Prese dimora in una casetta a San Giacomo Roncole e si dedicò quindi alle lettere e alla storiografia, scrivendo le biografie del garibaldino Francesco Montanari e di don Giuseppe Andreoli. Fu accolto come membro alla Pontificia Accademia dei Rinvigoriti di Cento il 28 novembre 1852 e all'Accademia degli Industriosi di Imola all'inizio del 1855. Nel frattempo, verso il 1854 tornò a vivere nel centro della Mirandola. Scrisse anche un primo dizionario con mille vocaboli (in realtà poco meno di 800 parole) del dialetto mirandolese tradotte in lingua toscana.
A seguito dell'occupazione delle provincie emiliane per l'annessione al Regno di Sardegna, il 13 giugno 1859 il tricolore riapparve alla Mirandola, portato da Alberto Tabacchi. A causa della salute cagionevole, Lolli non poté unirsi ai festeggiamenti, cosicché i manifestanti si fermarono davanti alla sua abitazione perché potesse toccare e baciare la bandiera cucita in casa Montanari, con i colori bianco, rosso e verde "attaccati in testa e non di fianco". Lolli fu nominato consigliere del nuovo Municipio della Mirandola il 19 luglio 1859, rimanendovi però in carica per poco. Venne poi nominato vicedirettore del ginnasio della Mirandola; tuttavia dopo la riforma scolastica introdotta dalla legge Casati, Lolli dovette ritirarsi a vita privata, supplicando la Rappresentanza Municipale affinché gli fosse concessa una pensione annuale per le sue infelici condizioni personali, che gli venne accordata.
In seguito al peggiorarsi delle sue condizioni di salute, morì all'età di 65 anni; vennero celebrati funerali solenni alla presenza di molte persone, dal corpo degli insegnanti e studenti, oltre che di numerosi amici che lo ricordarono con discorsi nei pressi della porta Mantova delle mura della Mirandola.